# Tous en boîte
 (décembre 2023).
Mickey Mania La Maison de Mickey
Tous en boîte ou Disney's tous en boîte (Disney's House of Mouse) est une série télévisée d'animation en 54 épisodes de 25 minutes, créée par Tony Craig et Robert Gannaway, produite par Walt Disney Television et diffusée entre le 13 janvier 2001 et le 24 octobre 2003 sur le réseau ABC.
En France, la série est diffusée sur Toon Disney, et sur TF1 dans le Club Disney puis TFOU.

## Synopsis
Mickey Mouse et ses amis tiennent un club appelé Tous en boîte (en anglais : House of Mouse), où ils présentent des dessins animés de Disney comme spectacles en présence de nombreux personnages de l'Univers Disney. Mais Pat Hibulaire est prêt à tout pour prendre leur place à la tête du club et Mortimer Mouse à leur en faire voir de toutes les couleurs.

## Personnages

### Personnages principaux
- Mickey Mouse : Souris noire courte et élancée, visage crème (parfois blanc), queue noire, nez noir, short en tissu de coton rouge avec deux boutons ovales horizontalement à l'avant et à l'arrière, chaussures jaunes, gants blancs avec trois fentes dans chaque gant.
- Minnie Mouse : Souris noire courte et élancée, visage crème, jupe bleu clair à pois blancs (de différentes couleurs), grand nœud bleu marine sur la tête, culotte courte blanche, escarpins jaunes, gants blancs.
- Donald Duck : Canard élancé, plumes blanches, yeux noirs, sclères bleu clair, costume de marin bleu avec quelques doublures blanches autour du col et au bout des manches, nœud papillon rouge, chapeau bleu avec pompon et bord noirs, bec orange et pattes palmées.
- Daisy Duck : Cane élancée, plumes blanches, yeux noirs, sclères bleu clair, longs cils, fard à paupières lavande, nœud vert sur la tête, chemisier jaune, bracelet vert sur le poignet gauche, escarpins verts, bec orange et pattes palmées.
- Dingo : Grand chien noir élancé, gangly, museau crème, quelques paires de moustaches, quelques dents de devant, 3 poils fins sur la tête, longues oreilles, nez noir, col roulé orange à manches longues, gilet noir, chapeau vert fedora en os de moelle avec une bande noire, pantalon bleu, longues chaussures marrons, gants blancs.
- Pluto : Limier élancé, fourrure dorée, nez noir et longues oreilles, col vert, longue queue noire.

### Personnages secondaires
- Clarabelle : Vache noire grande et élancée, nœud rose saumon sur la tête, nez et museau crème, cornes, gants d'opéra blancs.

- Pat Hibulaire : Chat noir obèse, museau rasé crème, gants d'opéra blancs, patte (parfois), habille du présentateur, chaussures marrons.

- Professeur Von Drake : Canard mince, personnes âgées, à moitié chauve, cheveux gris, épais sourcils gris, bec et pieds orange, plumes blanches, quelques poils fins sur la tête, pardessus, gilet, cravate noire, chemise et poignets blancs, lunettes avec un string attaché à son pardessus.

- Riri, Fifi et Loulou : Canard élancé, plumes blanches, yeux noirs, sclères bleu clair, Riri en rouge, Fifi en bleu et Loulou en vert, bec orange et pattes palmées.

## Production
Le nom de House of Mouse est un clin d'œil à la fameuse House of Blues (La Maison du blues[réf. nécessaire]).
Cette série est un hommage aux studios d'animation de Disney et à l'univers de Disney en général. On peut notamment y voir Walt et Roy E. Disney. On peut aussi y retrouver Mickey Mouse, Minnie Mouse, Daisy Duck, Donald Duck, Dingo et son fils Max, Pluto, Horace et Clarabelle. La quasi-totalité des personnages Disney antérieurs à la série et en 2D (ce qui exclut d'office les films de Pixar et une grande majorité de films sortis après Toy Story) peuvent y être vus, tels que les champignons dansants de Fantasia, Choupette, la voiture phare de La Coccinelle, ou encore Hercule, Winnie l'Ourson, le Chapelier Toqué, les enfants perdus du Pays Imaginaire, et même des personnages en noir et blanc de l'époque des Alice Comedies.
Dans de très nombreux épisodes, les personnages Disney se font référence entre eux, tel que Jafar et Iago chantant Bibidi Bobbidi Boo pour faire réapparaître le club, le Tapis volant faisant une démonstration de force de vol ressemblant trait pour trait à une séance d'entraînement d'Hercule dans le film éponyme, Max parlant à Choupette, Pat essayant de saboter le numéro de Chernabog pour faire partir le dernier client, Hadès, etc.
De nombreuses fois, Daisy tente d'être la vedette du spectacle. Elle fait de nombreuses références aux parcs Disney, en créant sa propre parade électrique (en référence à la Main Street Electrical Parade qui a défilé et défile dans certains parcs Disney) ou en inventant un spectacle nommé FantasDaisy (clin d'œil au spectacle Fantasmic!), et même en créant un spectacle du nom de La Chambre enchantée de Daisy parodiant le spectacle Enchanted Tiki Room présenté en Californie, en Floride et au Japon, en prenant (tout comme Stitch dans la version japonaise du spectacle) place sur le perchoir central.
Certaines séries d'animation diffusées dans le club rappellent certaines situations d'anciens cartoons, tel que Donald devant déloger un oiseau endormi sur son nid dans un phare, tel Mickey voulant expulser un autre oiseau dans une horloge à nettoyer.

## Distribution

### Voix originales
- Wayne Allwine : Mickey Mouse
- Tony Anselmo : Donald Duck, Riri, Fifi et Loulou
- Bill Farmer : Dingo, Pluto, Horace
- Russi Taylor : Minnie Mouse
- Tress MacNeille : Daisy Duck, Duchesse, Tic, Clara Cluck
- Rod Roddy : Microphone Mike
- April Winchell : Clarabelle
- Jason Marsden : Max
- Jim Cummings : Pat Hibulaire
- Frank Welker : Gus
- Corey Burton : Ludwig Von Drake
- Tony Jay : le miroir magique
- Michael Gough : Grignotin
- John Fiedler : Porcinet
- Alan Young : Balthazar Picsou
- Rob Paulsen : José Carioca
- Will Ryan : Willie le géant
- Ernie Sabella : Pumbaa
- Carole Jeghers : Madame Médusa, Anastasia, Drizella, Laverne et Esmeralda

### Voix françaises
- Laurent Pasquier : Mickey Mouse
- Caroline Combes : Minnie Mouse, Pâquerette et Madame Médusa
- Gérard Rinaldi : Dingo, Grincheux, Pr Ratigan et Shere Khan
- Sylvain Caruso : Donald Duck, la Poignée de porte et Gus
- Kelly Marot : Daisy Duck et Laverne
- Jérôme Rebbot : Horace
- Danièle Hazan : Clarabelle Cow, Orchidée, Duchesse, Mme Tortue, la Mère du temps, Flora, Madame Placard
- Emmanuel Curtil : Microphone Mike, Simba, Le Fantôme noir, O'Malley, M. Crapaud, Atropos, Chernabog, Taxi Benny, Pégase, le Chapelier toqué (voix de remplacement), Tweedledum et Tweedledee, Naf Naf, Atchoum, Big Ben, Miroir magique (voix de remplacement), Denis le canard (Une soirée en amoureux), Hermès, M. Crapaud, Consciences de Pluto, la Chenille, Maurice et voix additionnelles
- Alain Dorval : Pat Hibulaire et sa grand-mère
- Roger Carel : Ludwig Von Drake, Jiminy Cricket, Merlin, Timothée, Geppetto, Basile et Kaa
- Jean-Claude Donda : Ludwig Von Drake (voix chantée), Lumière (saison 2), le Père du temps et Tweedle-Dee & Tweedle-Dum
- Benoît Allemane : Zeus, Commissaire Finot et Horace (Qui est qui)
- Emmanuel Garijo : Hercule
- Gérard Surugue : Philoctète
- Claire Guyot : Ariel (dialogues) et Anastasia
- Marie Galey : Ariel (chant)
- Valérie Siclay : Blanche-Neige, La Reine de cœur et la mère de Dingo
- Martine Reigner : Riri, Fifi et Loulou et le Bébé du temps
- Christophe Lemoine : Max et Kuzco
- Cédric Dumond : Mortimer Mouse
- Michel Elias : le narrateur, Jafar et Pumbaa
- Éric Métayer : Iago, Peine et Panique et Tic
- Hervé Rey : Peter Pan (Donald veut voler) et Porcinet
- Philippe Catoire : Capitaine Crochet
- Kelyan Blanc : Pinocchio
- Daniel Beretta : Lumière (saison 1)
- Barbara Tissier : Alice, Cendrillon et Aurore
- Guy Piérauld : Lapin blanc
- Mark Lesser : Timon
- Marie-Eugénie Maréchal : Gillian et Roxanne
- Michel Mella : Panchito Pistoles et Mushu
- Emmanuel Jacomy : José Carioca et La Bête
- Bénédicte Lécroart : Belle et Drizella
- Michel Vigné : Grand Méchant Loup
- Christophe Peyroux : Sébastien
- François Siener : Zick Hibulaire (Mickey et les Filous)
- Jean-Claude Balard : Miroir magique
- Guillaume Lebon : Aladdin
- Magali Barney : Jasmine
- Pierre Baton : Balthazar Picsou
- Béatrice Beltoise : Tac
- Laura Blanc : Cendrillon
- Françoise Cadol : Mégara
- Claude Chantal : Fée marraine
- Guy Chapellier : Hadès
- Katy Vail : la sorcière
- Élisabeth Wiener puis Perrette Pradier : Cruella d'Enfer
- Michel Prud'homme : le Fantôme noir (Mickey contre le Fantôme noir) et le commentateur télé (Le Grand Méchant Loup Papa)
- Jacques Ciron : Chapelier toqué
- Boris Rehlinger : Gaston
- Olivier Constantin : le roi Larry
- Philippe Dumat : J. Audubon Woodlore et le prince Jean
- Gérard Hernandez : Eurêka
- Jean-Loup Horwitz : Joyeux
- Wahid Lamamra : Bourriquet
- Jean-Pierre Leroux : Bonne conscience de Pluto
- Marc Moro : Barman (Mickey contre le fantôme noir)
- Sylvie N'Doumbé, Assitan Dembélé et Mimi Félixine : les muses Terpsichore, Calliope et Thalia

Note : Certains comédiens ci-dessus reprennent leurs personnages habituels et d'autres remplacent Jean-Henri Chambois, Teddy Bilis, Alfred Pasquali, Jean Martinelli, Lita Recio, Claude Bertrand, etc. en raison de leur décès.
Version française dirigée par Barbara Tissier (dialogues) et Georges Costa (chansons), d'après une adaptation des dialogues de Gérard Rinaldi et Philippe Videcoq.

## Épisodes

### Saison 1 (2001)
1. On a volé les dessins animés (The Stolen Cartoons) : Pat Hibulaire a acheté le club et vole les dessins animés pour pouvoir en prendre possession.
2. Le Grand Méchant Loup papa (Big Bad Wolf Daddy) : Le Grand Méchant Loup est invité comme chanteur au club, mais toute la bande s'inquiète qu'il ne refasse exploser l'immeuble.
3. Les Trois Caballeros (The Three Caballeros) : José Carioca, Panchito Pistoles et Donald Duck assurent le spectacle au club.
4. La Saint-Valentin de Dingo (Goofy's Valentine Date) : Dingo est triste, parce qu'il n'a pas de Valentine pour la Saint-Valentin, jusqu'à ce que Daisy s'en mêle.
5. Le courant ne passe plus (Unplugged Club) : Pour se venger, Pat Hibulaire a coupé le courant et plonge le club dans le noir.
6. Timon et Pumbaa (Timon & Pumbaa) : Timon et Pumbaa doivent assurer le spectacle au club. Mais, malheureusement, ils se fâchent avant la représentation.
7. Dingo est fichu (Gone Goofy) : Après une énième catastrophe, Dingo est renvoyé par Mickey...
8. Jiminy Cricket (Jiminy Cricket) : Jiminy Cricket quitte son emploi en tant que conscience de Pinocchio qui se lie d'amitié avec Peine et Panique, et décide de devenir la conscience de Mickey.
9. Loyer impayé (Rent Day) : Pat Hibulaire vient réclamer l'argent pour le loyer. Mais Mickey ne sait plus où il a mis l'argent en question.
10. L'Affaire de la lampe de Donald (Donald's Lamp Trade)
11. L'Affaire entre Donald et Pumbaa (Donald's Pumbaa Prank)
12. Merci à Minnie (Thanks to Minnie)
13. Pluto sauve le show (Pluto Saves the Day) : Pour s'emparer du club, Pat endort toute la bande en leur donnant des pommes empoisonnées. C'est donc à Pluto de tout faire rouler.

### Saison 2 (2001-2002)
1. Les Débuts de Daisy (Daisy's Debut)
2. Dingo pour une journée (Goofy for a Day)
3. Le Grand Secret de Clarabelle (Clarabelle's Big Secret) : Après que sa chroniques des potins ait fait un bide, Clarabelle annonce qu'elle révèlera un grand secret à la fin de l'émission. Croyant être visés, les membres du club se confie un à un à Clarabelle.
4. Mortimer s'invite à dîner (The Mouse Who Came to Dinner) : Le prenant pour un critique, les membres du club bichonnent Mortimer.
5. La Nouvelle Voiture de Max (Max's New Car) : Max souhaite remplacer sa vieille voiture. Mais son père Dingo n'est pas d'accord avec lui...
6. Pas si Dingo (Not So Goofy)
7. Tout le monde aime Mickey (Everybody Loves Mickey)
8. Une soirée en amoureux (Max's Embarrassing Date)
9. Où est Minnie ? (Where's Minnie ?) : Minnie cherchant un cadeau pour son amoureux dans le sous-sol du club, Mickey s'inquiète qu'elle ne s'y perde et part à sa recherche.
10. Super Dingo (Super Goofy) : Après avoir avalé des cacahouètes radioactives, Dingo devient un super-héros et doit sauver le club d'une comète.
11. Le Roi Larry (King Larry Swings In) : C'est l'effervescence au club. En effet, celui-ci accueille le roi Larry.
12. La Nuit des dames (Ladies' Night)
13. Dennis Duck (Dennis The Duck)

### Saison 3 (2002-2003)
1. Prévision soudaine (Suddenly Hade)
2. Le Solo de Pat (Pete's One-Man Show)
3. Vive le sport ! (Salute To Sports) : Aujourd'hui, une journée spéciale sport est consacrée au club.
4. Mickey contre Shelby (Mickey Vs. Shelby)
5. La Maison de Picsou (House of Scrooge)
6. La Maison des fantômes (House Ghosts)
7. Le Dîner de Dingo (Dining Goofy)
8. Tic et Tac (Chip and Dale) : Tic et Tac sont invités au club pour assurer le spectacle. Mais leurs retrouvailles avec Donald ne se passent pas très bien.
9. Demandez à Von Drake (Ask Von Drake) : Après avoir critiqué la prestation de Mickey en tant que présentateur, Ludwig Von Drake est chargé par ce dernier d'assurer la présentation lui-même.
10. Humphrey au club (Humphrey in the House)
11. Les Grandes Vacances de Mickey et Minnie (Mickey and Minnie's Big Vacation) Mickey et Minnie partent en vacances et laissent Donald et Daisy de s'occuper du club.
12. Donald et l'Aracuan (Donald and the Aracuan Bird) : L'aracuan arrive au club. Mais ses retrouvailles avec Donald ne se passent pas très bien.
13. Pluto contre Figaro (Pluto vs. Figaro)
14. Le Menu magique de Dingo (Goofy's Menu Magic)
15. La Liste de Noël de Clarabelle (Clarabelle's Christmas List)
16. Donald veut voler (Donald Wants to Fly)
17. Pat, le club des méchants (Pete's House of Villains)
18. Jour de neige (Snow Day)
19. Jour de musique (Music Day)
20. Le Club de la dinde (House of Turkey)
21. L'Affaire de Noël de Pat (Pete's Christmas Caper)
22. Mickey et le Choc des cultures (Mickey and the Culture Clash) : Mickey pense que Minnie est à la recherche d'un petit ami plus sophistiqué, et Mortimer propose de l'aider.
23. Le Club du Génie (House of Genius)
24. Le Club de magie (House of Magic)
25. Le Club du crime (House of Crime) : Tous les invités du club ont mystérieusement disparus. Mickey et Von Drake utilisent le crimordinateur pour trouver le véritable suspect.
26. Halloween avec Hadès (Halloween with Hades)

## Hors saison
1. Mickey, la magie de Noël (Mickey's Magical Christmas Snowed in at the House of Mouse)
2. Mickey, le club des méchants (Mickey's House of Villains)